# ラリる
ラリるとは、ろれつがまわらない状態になることを指す日本語の動詞。特に、薬物中毒などで正常に話せなくなることを指す。1960年代に「若者言葉」の一種から造語された俗称、俗語である。

## 語源
元々は的屋が使う隠語であったともいわれる。語源としてはいくつかの説があり、
- 発音が不鮮明で何を喋ってもラ行の音に聞こえることから
- 「らり」が馬鹿者を示す隠語で、それを動詞化した
- 「めちゃくちゃ」を意味する言葉「乱離骨灰（らりこっぱい）」を縮めて動詞化した

などが挙げられる。

## 類似語
「キマる、キメる」「パキる」「飛ぶ」等がある。文字で書く際にはカタカナで表記するものが多い。

## 薬物との関係
全学共闘会議の時代から若者言葉として使われ始める。大衆にも広まったのは1960年代の眠剤（睡眠薬）ブームの頃であり、当時流行っていたハイミナールやノルモレスト、ブロバリン遊びなどで「らりるれろ」がうまく発音できなくなる状態からきているのが由来とされている。現在は睡眠薬を許可なく提供したり使用したりすることは違法である。